# Мукомберо Н'яхуме
Мукомберо Н'яхуме (*д/н — бл. 1490) — 4-й мвене-мутапа (володар) Мономотапи в 1480—1490 роках.

## Життєпис
Походив з династії Мбіре. Син мвене-мутапи Н'янхехве Матопе. Після смерті батька 1480 року його брат Маура Маобве посів трон. Втім Мукомберо Н'яхуме з цим не змирився, оголосивши себе також мвене-мутапою. В результаті держава фактично розпалася на дві частини. В запеклій боротьбі того ж року Мукомберо переміг.
Боротьба за трон послабило державу. До цього ще додалася політична криза в султанаті Кілва, через порти якого частково здійснювала торгівля Мономотапи. У 1490 році проти володаря повстав молодший брат Чангаміре, що був намісником в південносхідній області. Йому допомогла військом держава Бутуа. В результаті Мукомберо Н'яхуме було повалено й страчено.